# Voder
Mit dem Voder (»Voice Operation Demonstrator«) von Homer Dudley war es zum ersten Mal möglich, mit einem elektrischen Gerät Sprache zu synthetisieren. Der Voder musste aber noch manuell bedient werden. Um seine Bedienung zu beherrschen, bedurfte es einer etwa einjährigen Ausbildung. Vorgestellt wurde er erstmals 1939 auf der Weltausstellung in New York.
Mittels eines Handgelenkschalters konnte man bestimmen, ob das Ursprungssignal von einem Sägezahngenerator für stimmhafte Laute (die Frequenz konnte durch ein Pedal variiert werden) oder einem Rauschgenerator für stimmlose Laute erzeugt wurde.
Dieses Signal wurde nun mit Hilfe mehrerer, durch den Benutzer gesteuerter elektrischer Filter, soweit verändert, dass sich ganze Sätze erkennen ließen.
Parallel zum Voder wurde der Vocoder entwickelt, wobei der Vocoder anders als der Voder nicht nur als Demonstrator konzipiert wurde.